# Singlereise
Singlereisen sind Reisen, die sich an Alleinstehende, die mit anderen Singles in Kontakt kommen wollen richten. Dabei stehen Erholung, Spaß und die gemeinsamen Aktivitäten im Vordergrund. Die Partnersuche spielt dabei aber eine zentrale Rolle. Es handelt sich um eine Form der Pauschalreise.

## Reiseform
Schon vor der Entstehung von Singlereisen gab es Angebote für Alleinreisende, doch erst seit kurzem wird speziell auf die Bedürfnisse von Alleinstehenden auf Partnersuche eingegangen. Immer mehr Angebote speziell für Singles entstehen. Während früher oft nur Cluburlaube angeboten wurden, besteht heute ein großes Reiseangebot für Singles. Die rechtliche Behandlung erfolgt analog der von Pauschalreisen.
Eine Sonderform der Singlereise ist die Singleurlaub mit Kind, bei der Alleinerziehende mit ihren Kindern zusammen mit anderen Alleinerziehenden Urlaub machen. Eine weitere sind Singlereisen für Senioren.

## Konzept
Bei Singlereisen wird auf das Verhältnis von Männern und Frauen sowie die Altersstruktur der Reiseteilnehmer geachtet. Ein begleitender Reiseleiter ist für das Freizeit- und Sportprogramm zuständig. Durch eine ähnliche Altersstruktur und Interessen aufgrund der Wahl des Angebots ergeben sich Gemeinsamkeiten in der Gruppe, was das gegenseitige Kennenlernen vereinfacht. Die Singles sollen jedoch nicht offensichtlich verkuppelt werden.
Singles, die nicht gerne allein bzw. mit Freunden verreisen wollen, haben bei Singlereisen die Möglichkeit, in der Gruppe zu reisen und gleichzeitig neue potenzielle Partner kennenzulernen, mit denen während der Reise viel unternommen wird.
Ein weiteres Motiv für die Buchung von Singlereisen ist, dass Singles im Urlaub nicht nur auf Pärchen und Familien treffen möchten. Überlaufene Familienhotels und das Zusammentreffen mit Hochzeitsreisenden sind nicht das, was Reisende ohne festen Partner suchen.
Untersuchungen zeigen, dass sich diese Urlaubsform zwar zum Flirten eignet, aber nicht zur Paarfindung.

## Markt
In der Reisebranche gilt die Zielgruppe der Singles als wachsend. Es entstehen immer mehr Reiseveranstalter, die sich auf Singlereisen spezialisieren, die ein immer größeres Angebot für diese Zielgruppe anbieten.